# Douglas Day Stewart
Pour les articles homonymes, voir Stewart.
Douglas Day Stewart est un scénariste américain né en janvier 1940.

## Biographie
Après des études au Claremont McKenna College (en) à Claremont, Daniel Day Stewart rejoint l'US Navy. Plus tard, il passe un master en écriture théâtrale à l'université Northwestern à Chicago (Illinois). Il se lance ensuite dans l'écriture de scénarios, d'abord pour des séries télévisées.

## Filmographie

### Cinéma
- 1975 : Gone with the West (en) de Bernard Girard.
- 1978 : The Other Side of the Mountain Part 2 (en) de Larry Peerce.
- 1980 : Le Lagon bleu de Randal Kleiser.
- 1982 : Officier et Gentleman de Taylor Hackford (scénario et production associée).
- 1984 : Voleur de désirs (scénario et réalisation).
- 1989 : Une chance pour tous (scénario et réalisation).
- 1995 : Les Amants du nouveau monde de Roland Joffé.

### Télévision
- 1971-1972 : Room 222 (4 épisodes).
- 1972 : Bonanza (1 épisode).
- 1972-1973 : Cannon (2 épisodes).
- 1973 : The Man Who Could Talk to Kids.
- 1974 : Murder or Mercy.
- 1975 : The Last Survivors.
- 1976 : L'Enfant bulle (The Boy in the Plastic Bubble) de Randal Kleiser.
- 1995 : Permission d'aimer.

## Nominations
- Oscars du cinéma 1983 : Oscar du meilleur scénario original pour Officier et gentleman.
- Writers Guild of America Awards 1983 : meilleur scénario original pour Officier et gentleman.